# Pingo

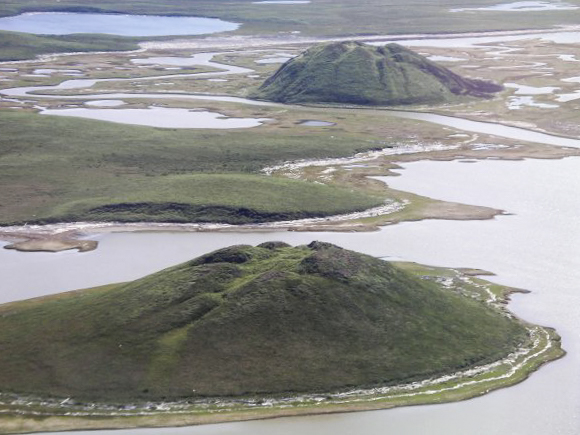
Pingo w Kanadzie

Pingo – pagórkowata forma ukształtowania powierzchni ziemi, charakterystyczna dla terenów wiecznej (wieloletniej) marzłoci. Jest to stożkowaty pagór lodowy o wys. do 50 metrów, średnicy do kilkuset metrów i owalnej podstawie, w którego wnętrzu znajduje się lód iniekcyjny lub segregacyjny. Tworzy go soczewka lodu gruntowego, powstającego w wyniku zamarzania wody przenikającej ku górze z głębiej położonych warstw gruntu i wypychającej w górę utwory pokrywowe. Tempo wzrostu pingo może wynosić od kilku centymetrów do ponad metra rocznie. Zanik następuje poprzez wytapianie się lodowego jądra dzięki szczelinom na szczycie pagórka. Cykl tworzenia się i wytapiania pingo wynosi ponad 1000 lat. Wyróżnia się dwa typy genetyczne pingo: hydrostatyczne i hydrauliczne.

## Pingo hydrostatyczne
Tworzy się tam, gdzie na zmarzlinowej tundrze znajdowało się jezioro w wyniku przemarzania osadów z takiego jeziora oraz ekspulsję zgromadzonej w nich wody, będącej pod znacznym ciśnieniem hydrostatycznym. Ciśnienie to prowadzi do ukształtowania pagórka, natomiast woda w procesie zamarzania przekształca się w lodowe jądro. Dawniej ten typ określany był jako Mackenzie (pingo w systemie zamkniętym).

## Pingo hydrauliczne
Ten typ pingo powstaje w obszarach górskich wskutek spływu wody w dół stoku zgodnie z gradientem hydraulicznym, która podczas tego spływu zamarza, natomiast na dnie doliny jej spływ dokonuje się pod przemarzniętymi warstwami gruntu. Gdy kolejne partie zamarzającej wody w dalszym ciągu napierają na tworzące się lodowe jądro, prowadzi to do podnoszenia powierzchni. Dawniej ten typ określany był jako grenlandzki (pingo w systemie otwartym).
Ślad po wielkim plejstoceńskim pingo odkryto w drugiej połowie lat 90. w Polsce północno-wschodniej.